# Франкфуртський штадтбан
Штадтбан Франкфурта-на-Майні (нім. U-Bahn Frankfurt) — складена з 9 ліній єдина система U-Bahny (лінії U1, U2, U3, U8, U9) і штадтбану (лінії U4, U5, U6, U7).

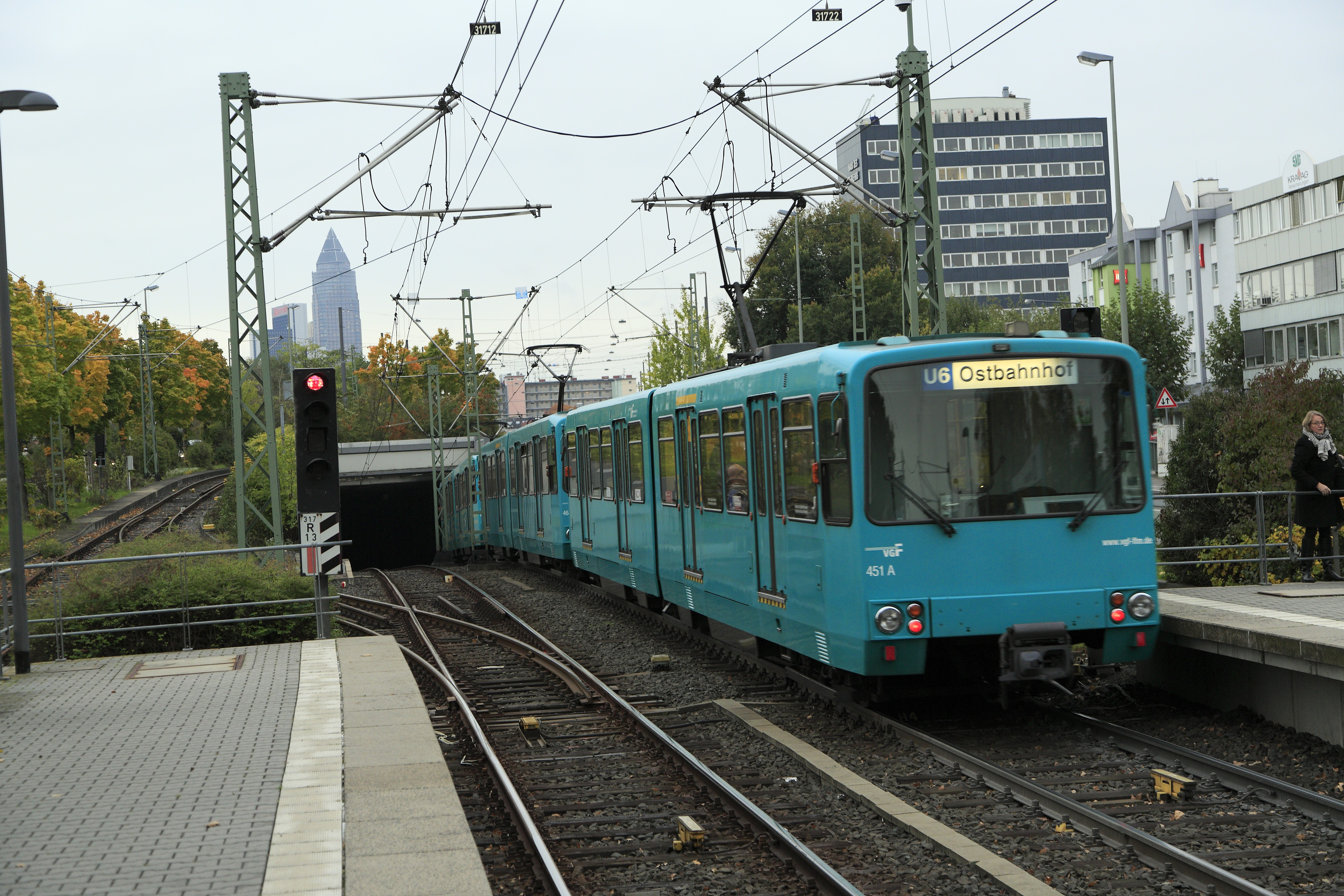
Потяг на наземній ділянці біля станції «Industriehof»

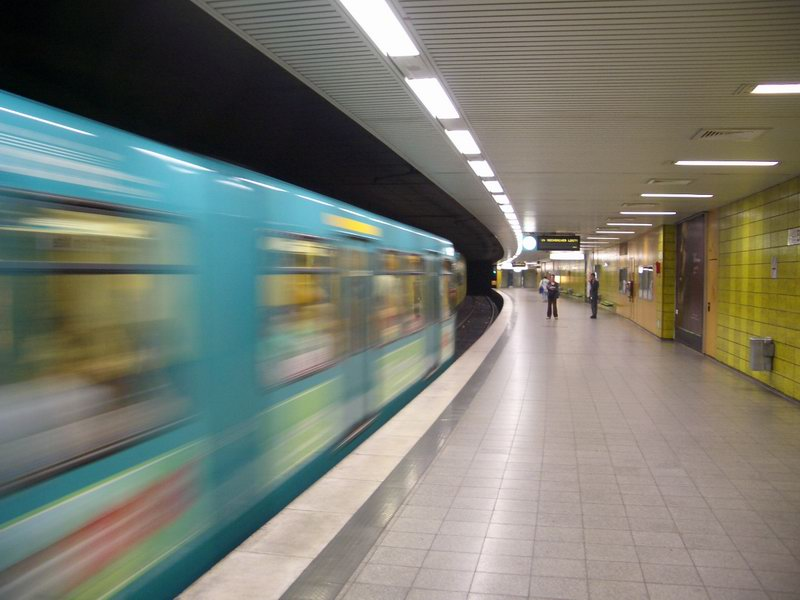
Поїзд, що минає зі станції Борнхайм-Мітте

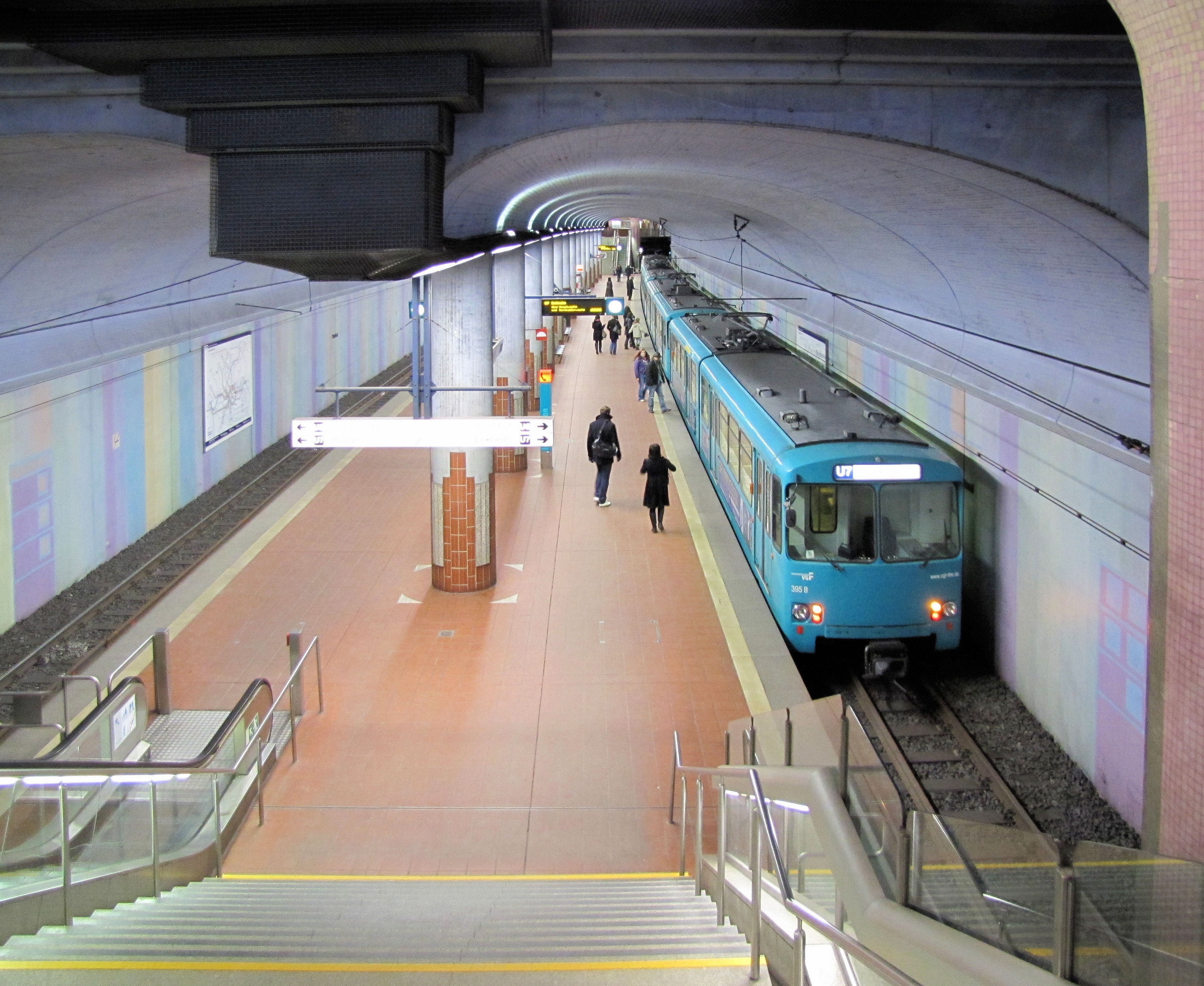
Потяг на станції «Westend»

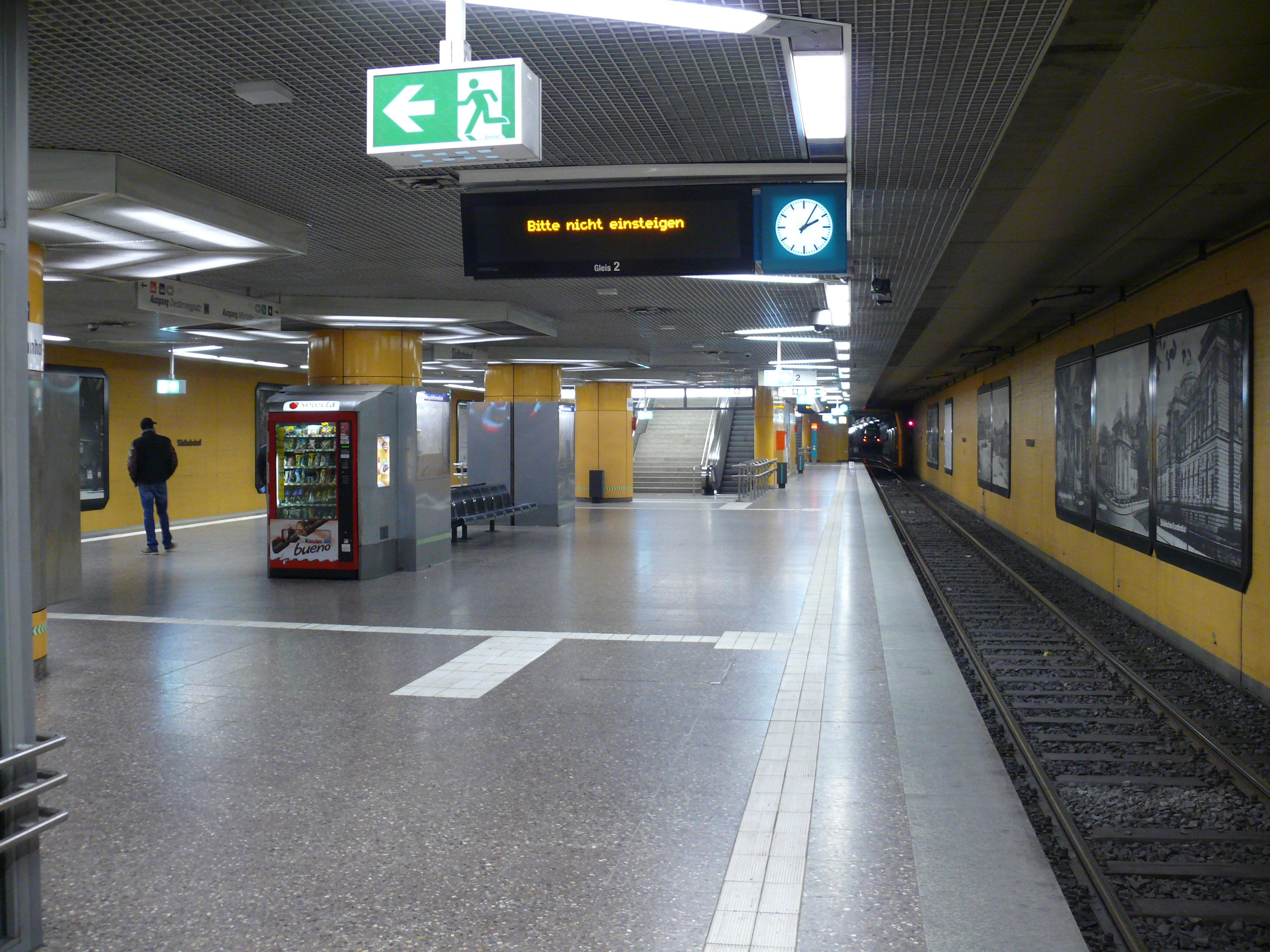
Платформа станції «Südbahnhof»

Швидкісний трамвай в ряді місць проходить під землею, у ряді місць відокремлений від решти потоку машин, а на лінії U5 досі зберігається дільниця, де рейки прокладені на суміщеному полотні та висадка на двох «станціях» відбувається прямо на проїжджу частину. У центральній частині міста всі лінії підземні, на околиці міста лінії виходять назовні, і поїзди рухаються вулицями міста. Лінії (вже наземні) виходять також за межі Франкфурта в міста Бад-Гомбург і Оберурзель.
Роботою системи управляє організація VGF (нім. Stadtwerke Verkehrsgesellschaft Frankfurt am Main mbH).
Система має кілька гейтов з лініями міського трамваю. На лініях U4, U5, U6, U7 використовуються такі ж вагони, що і на міському трамваї. При цьому на лініях U4 і U7 використовуються ще і вагони звичайного метро, а на лініях U5 і U6 лише вагони трамваїв.

## Лінії
Лінії діляться на чотири групи: Група A (U1, U2, U3), Група B/D (U4, U5), Група С (U6, U7) і Група D (U8, U9). Лінії кожної групи сходяться разом на підземній ділянці в центрі міста, і розходяться на околицях. Всього в мережі метрополітену 27 підземних і 60 наземних станцій. Загальна довжина ліній становить більше 60 км. Пасажиропотік в 2008 склав 112 мільйонів пасажирів. Зараз Франкфуртське метро налічує 9 ліній.

### Початкові та кінцеві станції
| Лінія | Маршрут                                               |
| ----- | ----------------------------------------------------- |
| U1    | Гіннхайм ↔ Південний вокзал                           |
| U2    | Gonzenheim ↔ Південний вокзал                         |
| U3    | Hohemark ↔ Південний вокзал                           |
| U4    | Enkheim ↔ Bockenheimer Warte                          |
| U5    | Preungesheim ↔ Центральний вокзал Франкфурта-на Майні |
| U6    | Heerstraße ↔ Східний вокзал                           |
| U7    | Hausen ↔ Enkheim                                      |
| U8    | Riedberg ↔ Південний вокзал                           |
| U9    | Гіннхайм (станція метро) ↔ Нідер-Ешбах                |

### Лінії по групах
| Група ліній | Лінії    | Початок експлуатації | Довжина                 | Кількість станцій |
| ----------- | -------- | -------------------- | ----------------------- | ----------------- |
| Група «А»   | U1 U2 U3 | 1968 до 1984         | 12,4 км 16,7 км 19,4 км | 20 21 28          |
| Група «B»   | U4 U5    | 1974 до 2008         | 11,2 км 7,8 км          | 15 16             |
| Група «C»   | U6 U7    | 1986 до 1999         | 7,7 км 11,9 км          | 15 20             |
| Група «D»   | U8 U9    | 1968 до 2010         | 12,3 км 10,3 км         | 19 12             |